# Calea ferată Deda–Târgu Mureș–Războieni
| STR |

| BHF |

| hKRZWae |

| HST |

| HST |

| HST |

| HST |

| HST |

| hKRZWae |

| HST |

| HST |

| HST |

| HST |

| HST |

| HST |

| HST |

| HST |

| HST |

| HST |

| hKRZWae |

| HST |

| HST |

| HST |

| HST |

| HST |

| HST |

| HST |

| hKRZWae |

| HST |

| hKRZWae |

| ABZgl |

| HST |

| hKRZWae |

| HST |

| HST |

| hKRZWae |

| HST |

| HST |

| BHF |

| STR |

| STR |

| BHF |

| hKRZWae |

| HST |

| HST |

| HST |

| HST |

| HST |

| hKRZWae |

| HST |

| HST |

| HST |

| HST |

| HST |

| HST |

| HST |

| HST |

| HST |

| HST |

| hKRZWae |

| HST |

| HST |

| HST |

| HST |

| HST |

| HST |

| HST |

| hKRZWae |

| HST |

| hKRZWae |

| ABZgl |

| HST |

| hKRZWae |

| HST |

| HST |

| hKRZWae |

| HST |

| HST |

| BHF |

| STR |

Calea ferată Deda–Târgu Mureș–Războieni este o linie de cale ferată din Transilvania care asigură legătura între două magistrale de cale ferată, respectiv Magistrala CFR 300 și Magistrala CFR 400.
Tronsonul Târgu Mureș-Lunca Mureșului a fost dată în folosință în anul 1871.
Calea ferată este simplă și neelectrificată pe toata întinderea acesteia. Municipiul Târgu Mureș este cel mai important oraș de pe această linie. Alte localități mai importante sunt Reghin, Iernut și Luduș. Râul Mureș curge palalel cu această linie de cale ferată, și de asemenea forma principală de relief străbătută este Podișul Transilvaniei.
Notă: prescurtări folosite în graficul liniei:
- h. = haltă fără vânzare de bilete
- Hm. = haltă de mișcare
- hc. = haltă deschisă pentru achiziționarea biletelor